# Отто Зелтіньш
Отто Зелтінс, також Отто Гольдфельд (лит. Otto Zeltiņš-Goldfelds; нім. Otto Goldfeld; 1889–1941) — офіцер латвійської армії, журналіст, публіцист.

## Біографія
Народився 7 листопада 1889 року в Гамбурзі (Німеччина), в сім'ї Юліуса Гольдфельда. Закінчив 6-у Баварську військову школу. До Першої світової війни працював у журналістиці.
З 1914 по 1918 рік служив у німецькій імператорській армії. У 1918 році став ротмістром кавалерії. 26 грудня 1918 року добровільно вступив до Залізної дивізії і прибув в Латвію для участі в боях з більшовиками в Курземе.
6-7 березня 1919 року зі своєю ескадрою в складі 116 чоловік (з кулеметною командою) приєднується до латвійського окремого батальйону. В результаті кавалерія латвійському уряду, подвоїлася, і колишня окрема кінна дивізія була перейменована в 1-ю ескадру, а підрозділ Гольдфельда — у 2-ю ескадру.. Згодом Голдфельда було передислоковано з Курземе в Північне Відземе, де він брав участь у боях проти німецької Залізної дивізії. Влітку 1919 року Гольдфельдська ескадра брала участь у битвах проти Західної добровольчої армії. Запеклі бої точилися поблизу Вецмуйжі та Вецсауле. Пізніше ескадра брала участь у визволенні Латгалії.
Службу продовжив після закінчення війни за незалежність. 5 березня 1921 року в званні підполковника був призначений командиром 5-ї ескадрильї новоствореного кавалерійського полку. У 1923 році пішов у відставку у званні полковника.
Він поміняв прізвище з Гольдфельд на Зелтіньш (букв. «Золотий»). Працював у журналістиці, читав публічні лекції.
У серпні 1924 року Отто Зелтінс допоміг митниці вилучити дві валізи дипломатичного багажу, на яких була печатка консула Латвії в Данцигу Карліса Кушкевича, і в яких було 25 кг кокаїну. Як кореспондент газети Jaunjaun Ziņu, він подорожував іспанським Марокко в 1926 році, був заарештований за підозрою у шпигунстві і звільнений лише за допомогою латвійських дипломатів.
Після окупації радянськими військами Латвії у червні 1940 року, 23 жовтня арештований і вивезений до Москви. 7 липня 1941 року Воєнна колегія Верховного суду СРСР засудила його до смертної кари. Розстріляний 27 липня 1941 року на полігоні Бутово, за іншими даними на полігоні Комунарка поблизу Москви, де й похований. Реабілітований 7 лютого 1992 року.